# قدم بزن، ندو (موسیقی بی‌کلام)
«قدم بزن، ندو» (به انگلیسی: Walk, Don't Run) یک قطعهٔ موسیقی بدون کلام، ساختهٔ جانی اسمیت گیتاریست جَز اهل آمریکاست.
اسمیت این قطعه را در سال ۱۹۵۴ نوشت. این اثر که ساختاری ظریف و در عین حال پیچیده دارد با الهام از توالی آکوردهای قطعهٔ «به‌نرمی، همچون آفتاب بامدادی» اسکار همرستاین دوم ساخته شده‌است. پری لوپز (ریتم گیتار)، دان لاموند (درامز) و آرنولد فیشکایند (گیتار باس) نوازندگانی بودند که در ضبط این قطعه با اسمیت همکاری کردند. «قدم بزن، ندو» معروف‌ترین اثر جانی اسمیت است با این‌حال ضبط او از این قطعه مورد توجه قرار نگرفت تا این‌که در سال ۱۹۶۰ گروه ونچرز یک کاور راک اند رول از آن منتشر کردند. نسخهٔ وِنچِرز در زمان انتشارش در ایالات متحده دومین ترانهٔ پُرفروش روز شد و تا ردهٔ هشتم جدول تک‌آهنگ‌های بریتانیا صعود کرد. پیش از آن‌ها، چت اتکینز این قطعه را با فینگراستایل کانتری منحصر به‌خودش کاور کرده‌بود و در واقع نسخهٔ ونچرز اقتباسی از اجرای اتکینز بود.